# Lázári
Lázári (románul Lazuri) falu és községközpont Romániában, Szatmár megyében, Szatmárnémetitől 7 km-re.

## Természetföldrajzi jellemzők
A község Szatmárnémetitől északra fekszik, a Szatmári-síkságon, a Szamos alsó folyásánál. A domborzat arculatának kialakításában jelentős szerepet tölt be a Tisza mai völgyének kialakulása. A negyedidőszaki eljegesedés során és után az Alföldön fokozatosan fejlődő folyórendszer keleti fő ága, az ős-Tisza valamikor Szatmárnémeti közelében folyt délnyugat irányába, majd kb. 25-30 ezer évvel ezelőtt a tektonikai mozgások következtében fokozatosan elfoglalta a ma ismeretes folyás-irányát.
Ez a mellékfolyók, így a Szamos lefutását is befolyásolta. Az Alföld e részének fokozatos feltöltődése következtében pannon majd pleisztocén lösz, homok, agyag, kavics-üledékek találhatók több száz méter mélységig.
A község vízrajza igen szegényes. Területét átszeli a Túr az ukrán-magyar-román hármas-határ közelében.
Lázári község klímája mérsékelt kontinentális, meleg nyarakkal és viszonylag enyhe telekkel. Csapadék kevés hull az év folyamán. A két klimatikus faktor párharcának eredményeképpen, a nyári időszakot szárazság jellemzi, ami persze kevésbé kedvez a mezőgazdaságnak. Sok esetben jelentős mértékben csökkenti a termés mennyiségét és minőségét. Az évi középhőmérséklet 9,6 °C fokot, a nyári időszakban 19,6 °C fokot, a hideg, téli évszakban pedig -1,7 °C fokot. A legalacsonyabb, mért hőmérsékletet 1929 januárjában regisztrálták,-30,6 °C fokot, a legmagasabbat pedig 1952 júliusában, 39,5 °C fokot. Az évi csapadékmennyiség ingadozik 400 illetve 1000 mm között. 400 körül természetesen a száraz években, valamint 1000 körül a legcsapadékosabb években. Ennek megfelelően az évi közép csapadékmennyiség 700–800 mm között ingadozik.
Nagy problémát jelent az évről évre történő szárazság mértékének erősödése. Tulajdonítható ez részben annak is, hogy erdője teljesen eltűnt az idők folyamán, valamint, hogy vízhálózata szokatlanul gyér. A talaj viszonylag termékeny, vízhatású glejes talaj. Sándorhomok és Szárazberek környéken a talaj jelentős arányban tartalmaz homokot, ami kedvező a burgonya termesztésének. A helybeli földtulajdonosok éppen ezért foglalkoznak termesztésével, valamint annak értékesítésével döntő részben a közeli Szatmárnémeti városának piacán.
Altalajkincsként megemlíthető a homok és a kavics.
Lázári község környékének természetes növény- és állatvilága az ártéri tárulások és részben az erdős sztyepp elemeit vonultatja fel.

## Története
Az első írásos említés 1245-ből való, „Lazar” névvel, ami az 1261-es években már „Lazar Birtok”-ra változott.
Már az Árpád-korban is létező település volt, mely a tatárjáráskor elpusztult. Nevét a falut újra benépesítő Lázár nemestől nyerte 1245-ben. 1332-ben már „Lazaar, Lazar”-nak írják a nevét.
1341-ben perben állt Németi városával, mert Lázár Jánostól el akarnak venni két ekényi földet. Ebben az okiratban két helynevet is megemlítenek: az Ér nevű folyót és a Kuczer falut (elpusztult, Lázári és Pete között lehetett).
A XIII. Században a Káta nemzetség Lázári ágának birtoka volt, majd később ezek leszármazottai, a Lázáry, Vasváry, Csarnavoday, Surányi családok birtokolják.Ezt követően több család is birtokot szerez benne.
A XV. században a Lázári család után a rokon Csarnavoday család örökölte a birtokot, de mellette 1449-ben Szepessy Péter és Szepessy István is kapnak részt.
1459-ben a Csaholyaiak is szerepelnek, akik zálogba adják részüket a Parlagiaknak.
1493-ban beiktatják a Szepessy családot. Ugyanebben az évben Csarnavoday Egyed a maga részét Matucsinay Miklósnak 400 arany forint ellenében zálogosítja.
Az ezt követő években a Csarnavoday család kihal. Tárkányi László Derecsényi Péter, Ártándi Tamás és Vetési Márton kapták meg a birtokot. 1526-ban Anarcsy Péter szerez benne részt.
Zapolya János király 1527-ben Lázárit a vele szomszédos Németi városának adományozta. 1593-ban Felsőpulyai Bükk Farkas nevét is megemlítik mint résztulajdonos. Később, 1625-ben Lónyai János birtokolta. Rajta kívül 1651-1652 években Csalay László, a Kállay lányok és Lónyai Zsigmond is részt kaptak a birtokban. 1696-ban a szatmári várhoz tartozott.
A XVII. Század végen, 1684-ben Szatmár megye főispánja Károlyi László is részbirtokos a faluban. Ugyanebben a században a jezsuitáknak is volt telkük Lázáriban, ahol rendházat és kápolnát építettek, de tartozott a szatmári várhoz is. Később az Eötvös, Nagy, Lengyel családok voltak legjelentősebb birtokosai.
A XVIII. Században az Eötvös, Nagy, Daróczy, Szerdahelyi és Becsky családok birtokolják a területet. 1800-1850 az Eötvös család kihal. Őket követi Nagy Károly, Nagy Elek, Nagy Pál, Nagy András és Daróczy Zsigmond és Csűry Antal.
A XX. század elején Nagy Béla földbirtokos tulajdonában van a legnagyobb földterület, akinek az udvarháza ma is létezik a faluban. Mellette Lengyel Endre és Lengyel Alajos is birtokolnak területet.
Nagy Béla kúriájában nagybecsű, igen értékes festmények voltak, melyeknek hollétét a történelem viharos eseményei következtében mai napig homály fedi. Pár évig mint orvosi rendelő szolgált az épület, napjainkra azonban újra lakják az egykori Nagy Béla birtokot, jogtalanul több cigány és nem cigány család bitorolja. Az épület persze igen rossz állapotban van, mivel tulajdonát senkinek sem képezi, senki nem törődik a sorsával, esetleg felújításával, annak megőrzésével, csak kihasználásával.
Lázári határához tartoznak a Daróczy Horváth, Kanizsai, Lengyel, Luby és Téglaszín tanyák, melyeknek nevei mai napig használatos a mező adott részeinek megnevezésekor.

## A falu nevének eredete
A falu elnevezését illetően két elmélet is napvilágot látott. Egyesek szerint Lázári nevét valószínűleg helyreállítójáról kapta, Lázár nagyúrról, akinek tulajdonát képezte a terület 1245-ben, a tatárjárások alkalmával.
H. Kiss Kálmán azonban másképpen ír a falu elnevezését illetően. Szerinte Lázári egy kápolnáról, „Factum Sancti Lazari”-ról kapta, mely Szatmár város tulajdonát képezte abban az időben, mint anyaváros.
A nevét a kápolna alapján a kezdetekben „Sancti Lazari”-ként ismerték, mely a későbbiekben tovább egyszerűsödvén a Lázári névvel honosodott.

## Régészeti ásatások, leletmentések
Kedvező földrajzi fekvésének köszönhetően a legrégebbi időkből maradtak fenn emberi tevékenységre utaló bizonyítékok, melyek archeológiai ásatások alkalmával bukkantak elő.
Az archeológiai kutatások során a falu határában lévő Luby tagban (tanya) felszínre került jelentős régészeti leletek azt bizonyítják, hogy már a bronzkorban is lakott hely volt.
Az 1970-es évek elején Lázári határában, főleg az állami gazdaság területén számos vízlevezető csatornát ástak. Az erőgépek két határrészben, a Nagy Béla réten és a Luby-tagban ókori településeket bolygattak meg.
A Szatmár megyei múzeum munkatársa, Gheorghe Lazin muzeológus végezte el a terepszemlét, majd 1974-től leletmentő ásatást kezdeményezett előbb a Nagy Béla réten, ahol a munkálatok egészen 1981-ig folytatódtak.
Az ásatások során tíz kerámiaégető kemencét, valamint a hozzájuk tartozó tüzelőgödröt tártak fel. A lelőhelyet átmetsző csatorna falában láthatóan még három hasonló kemencét bolygattak meg a munkálatok során. Ugyanitt egy késő vaskori kelta lakás maradványai is felszínre kerültek, valamint sikerült megmenteni egy VIII-IX. századi putrilakást is, amelyből vas ekepapucs és bronzból készült bizánci típusú, félhold alakú, csillaggal díszített fülönfüggő is előkerült.
1981 elején a legjobb megtartású kemencéket helyben konzerváltak, védőburokkal vették körül, tetőszerkezetet emeltek föléjük, hogy a Kr. u.-i III.-IV. századból származó leleteket az utókor számára is megőrizzék.
Sajnos az 1989-es, illetve az MTSZ-t felszámoló események ezeket sem kímélték, kisajátították őket és elhordtak mindent amit lehetett. Ma csak a szét nem verhető betonburkolat árulkodik a hajdani régészeti rezervátumról.
A leletmentés 1977-től a másik lelőhelyen is megkezdődött. A Luby tagi istállók mögött, a mezőre vezető út mentén, valamint az útra merőlegesen Nagypeleske irányába is vízlevezető csatornákat ástak, melyek ugyancsak részben megbolygatták az itt található ókori településeket. Az istállókhoz tartozó szérűkertben dögkutat ástak. A munkálatok során bronzkori kerámia és egy bronz sarló került a felszínre.
A vízlevezető árkokkal párhuzamosan húzott szelvények alapján megállapították, hogy a nagy kiterjedésű bronzkori település mellett egy kelta Simmering típusú pénzzel keltezhető (Kr. előtt I. század első felében gyakori pénz) dák település, továbbá szórványos római császárkori település maradványok, VI. századi lakógödör, valamint IX-X. századi élet nyomai is megtalálhatók.
A szóban forgó ásatások 1993-ban folytatódtak, Stanciu Ioan kolozsvári régész és Lazin Gheorghe muzeológus vezetésével, majd később, főleg az ókori leletek (bronz és vaskor) fontossága miatt, 1994-ben részt vett az ásatásokban Kacsó Károly nagybányai régész is.
Az 1995-ös ásatások már nagyobb arányúak voltak: a Szatmár Megyei Múzeum, a Kolozsvári Régészeti Intézet, valamint a Román Trákológiai Intézet meghívta az Ungvári egyetem régészeti tanszékének tanárait és húsz nyári gyakorlatát végző diákot az ásatásokban való részvétel céljából.
Az egyetemisták, valamint V. Kotigorosko és J. Cerkum augusztus 1-22 között dolgoztak Lázáriban, így az ásatások nemzetközi státuszt nyertek. Az ukrán régészek munkája figyelemre méltó eredményekkel zárultak. Távozásuk után is tovább folytatódtak a munkálatok a Luby tagban: a bronzkori leletek a Szamos mentéről és a Lápos vidékéről a jól ismert felsőszőcsi kultúrába tartoznak, annak a nagykolcsi fázisába sorolhatók. A települési réteg gazdag kerámialeleti mellett feltártak néhány bronz eszközt és ékszert, melyek elősegítik a leletek kormeghatározását.
Az edények, amelyeket művészi ízléssel díszítettek, a maguk kimetszett csigavonal és más geometrikus motívumaival a bronzkori edényművesség igazi remekei. A bronzkor-végi településhez tartozó hulladék gödörben az edénytöredékek mellett gyakran bronz tárgyak is előkerültek, sarlók, karperecek, apró állatfigurák agyagból. Ilyen állatfigurák szép számban kerültek a felszínre a szántás nyomán a hasonló korú érkávási Sziget nevű településen.
A lázári ásatások eredményeképpen sikerült feltárni a Szamos menti első késő vaskori kelta település lakóházait. Ezek mind az építkezési formában, mind a bennük feltárt vas, bronzkori és kerámialeletekkel mindenben megegyeznek a Nagykároly vidékéről jól ismert kelta emlékekkel.
Bár az 1996-os ásatások alkalmával nem kerültek felszínre újabb dák hulladék vagy lakógödrök, az előző években feltárt leletek arra engednek következtetni, hogy a kelta település megszűnése után dákok szállták meg a Szamos mentét hasonlóan a Felső Tisza vidékéhez (Kr. e. I.-Kr. u. I. század). A Római Birodalmon kívül maradt, úgynevezett barbarikumot a császárkorban jelentős népesség lakta. Erre utalnak a Lázáriban feltárt két település régészeti leletei, mind a Nagy Béla réten, mind a Luby tagban. Az előbbi helyen kerámia égető, gölöncsér telep volt, az ettől fél kilométerre Luby tag jelentős település és kultikus hely lehetett. Erre utalnak a kultikus áldozati gödrök, valamint az ukrán régészek által részben feltárt rituális temetkezési hely. A Luby tag a népvándorlás viharában, a késő római korban (Kr. u. V. század folyamán) elnéptelenedett, és a VI. század közepe után jelentős szláv település alakulhatott ki. A téglalap alakú, kissé földbe mélyített gödörlakások falait gerendákból építették. Nem hiányozhattak belőlük az agyagtömbbe vájt kemencék, néha többször is felújítva (hosszasan használták őket). A lakóházak közelében melléképületek és hulladékgödrök is voltak. A települést valami miatt lakói elhagyták, miután a lakások nagy tiszteletnek örvendő tűzhelyét különös gonddal, valamiféle rituális ceremónia alkalmával égetett agyag kenyerecskékkel teljesen betömték, elfedték. Az agyag kenyerecskék (Tonbronte) pontos rendeltetését nem sikerült eddig megfejteni.
Az élet később természetesen újrakezdődött. Erre utalnak azok a hulladékgödrök és más felszíni leletek, amelyek egy kisebb kora középkori falut sejtenek. Valószínűleg a kora Árpád-korból IX-X. századból.

## Legrégebbi építményei, büszkeségei
Legrégebbi ma is fennmaradt építmény a falu területén egy református templom, mely eredetileg katolikusnak épült a XV. században. A templom gótikus stílusban épült, melyhez a torony csak 1810-ben csatlakozott. 1844-ben egy teljes renoválást követően szinte teljesen átépítették a régi szerkezetet.
A katolikus hívek miután elveszítették templomukat, a kor híres püspökének, Hám János segítségével új templomot építettek 1842-ben, melyet Szent László tiszteletére szenteltek fel.
Görögkatolikus templomát a hatóságok kijátszásával, engedély nélkül építették 1986-ban, egy régi épület „felújításának” ürügyén. Szent Mihály és Gábor arkangyalok tiszteltére szentelték fel.
A falu központjában lévő kis parkban 2001-ben emlékművet avattak, mely az ezeréves államiságot jelképezi. Kovács Albert kőfaragó mester készítette a turulmadarat.

## Testvértelepülések
- Balkány, Magyarország
- Garbolc, Magyarország
- Méhtelek, Magyarország
- Słopnice, Lengyelország
- Rozsály, Magyarország
- Zajta, Magyarország

## Külső hivatkozások
- Lázári község Online hírportálja